# Хронологія поширення COVID-19 (листопад 2020)
Стаття описує поширення коронавірусу тяжкого гострого респіраторного синдрому-2, що спричинив спалах коронавірусної хвороби 2019, у листопаді 2020 року. Уперше хвороба була зареєстрована в місті Ухань у КНР у грудні 2019 року.

## Хронологія пандемії

### 1 листопада
- Канада повідомила про 3244 нових випадків хвороби, загальна кількість випадків досягла 238688.[1]
- Малайзія повідомила про 957 випадків хвороби, загальна кількість випадків зросла до 32505. 972 хворих одужали, загальна кількість одужань зросла до 22220. Кількість померлих залишилася на рівні 97. Було 10036 активних випадків хвороби, з них 97 у реанімації та 27 на апараті штучної вентиляції легень.[2]
- Нова Зеландія повідомила про 2 нових випадки хвороби, загальна кількість випадків зросла до 1959 (1603 підтверджених і 356 ймовірних). Кількість одужань залишилась на рівні 1857, а кількість померлих — 25. Було 77 активних випадків хвороби.[3]
- У Сінгапурі повідомлено про 4 нові випадки хвороби, усі з яких були завезеними, загальна кількість випадків зросла до 58019. 11 хворих одужали, внаслідок чого загальна кількість одужань досягла 57924. Кількість померлих залишилася на рівні 28.[4]
- Україна повідомила про 7959 нових випадків хвороби та 110 нових смертей за добу, загальна кількість зросла до 395440 випадків та 7306 смертей; загалом одужав 161441 хворий.[5]

### 2 листопада
- Канада повідомила про 3273 нові випадки хвороби, загальна кількість випадків зросла до 241961.[1]
- У Малайзії повідомили про 834 нових випадків хвороби, загальна кількість випадків зросла до 33339. Зареєстровано 900 нових одужань, загальна кількість одужань зросла до 23120. Повідомлено про 2 нових смерті, внаслідок чого кількість померлих зросла до 251. Зареєстровано 9968 активних випадків хвороби, 91 перебував у відділенні інтенсивної терапії та 32 на апараті штучної вентиляції легень.[6]
- Нова Зеландія повідомила про 4 нові випадки хвороби, що довело загальну кількість випадків до 1963 (1607 підтверджених і 356 ймовірних). Кількість одужань залишається 1857, а кількість померлих — 25. Було 77 активних випадків хвороби.[7]
- Сінгапур повідомив про один новий завезений випадок хвороби, загальна кількість випадків зросла до 58020.[8] Загальна кількість одужань залишилася на рівні 57924, кількість померлих залишилася на рівні 28.[9]
- Україна повідомила про 6754 нові випадки за добу та 69 нових смертей за добу, загальна кількість зросла до 402194 та 375 відповідно; загалом одужало 163768 хворих.[10]
- Міністр економіки Румунії Вірджил-Даніель Попеску отримав позитивний результат тестування на COVID-19.

### 3 листопада
Щотижневий звіт Всесвітньої організації охорони здоров'я:
- Канада повідомила про 2972 нові випадки хвороби, загальна кількість випадків зросла до 244933.[1]
- Малайзія повідомила про 1054 нові випадки хвороби, загальна кількість випадків зросла до 34393. 12 хворих померли, збільшивши кількість смертей до 263. Зареєстровано 875 одужань, що довело загальну кількість одужань до 23995. Зареєстровано 10135 активних випадків хвороби, з них 94 у реанімації та 32 на апараті штучної вентиляції легень.[12]
- Нова Зеландія повідомила про 5 нових випадків хвороби, загальна кількість випадків зросла до 1968 (1612 підтверджених і 356 ймовірних). Одужали 11 хворих, загальна кількість одужань склала 1868. Кількість померлих залишилася на рівні 25 і було 75 активних випадків хвороби.[13]
- Сінгапур повідомив про 9 нових випадків хвороби, загальна кількість випадків зросла до 58029. Одужали 13 осіб, загальна кількість одужань склала 57937. Кількість померлих залишилася на рівні 28.[14]
- Україна повідомила про рекордні 8899 нових випадків за добу та 157 нових смертей за добу, загальна кількість випадків зросла до 411093 та 7532 відповідно; загалом одужали 168868 хворих.[15]

### 4 листопада
- Канада повідомила про 3283 нових випадки, що довело загальну кількість до 248216.[1]
- У Малайзії повідомили про 1032 нові випадки хвороби, загальна кількість випадків зросла до 35425. 820 хворих одужали, загальна кількість одужань зросла до 24815. Померли 8 хворих, внаслідок чого кількість померлих зросла до 271. Було 10339 активних випадків хвороби, з них 82 у реанімації та 27 на апараті штучної вентиляції легень.[16]
- Нова Зеландія повідомила про 3 нові випадки хвороби, загальна кількість випадків зросла до 1971 (1615 підтверджених і 356 ймовірних). Одужали 5 хворих, загальна кількість одужань досягла 1873. Кількість померлих залишилася на рівні 25, було 73 активних випадки хвороби.[17]
- Сінгапур повідомив про 7 нових випадків хвороби, загальна кількість випадків зросла до 58036. Один хворийа одужав, загальна кількість одужань досягла 57938. Кількість померлих залишилася на рівні 28.[18]
- Україна повідомила про рекордні 9524 нових випадки за добу та рекордні 199 нових смертей за добу, загальна кількість зросла до 420617 і 7731 відповідно; загалом одужали 176404 хворих.[19]

### 5 листопада
- Канада повідомила про 3922 нові випадки хвороби, загальна кількість випадків зросла до 252138.[1]
- Малайзія повідомила про 1009 нових випадків хвороби, внаслідок чого загальна кількість випадків досягла 36434. 839 хворих одужали, внаслідок чого загальна кількість одужань склала 25654. Померли 6 хворих, внаслідок чого кількість померлих сягнула 277. Було 10503 активні випадки хвороби, з них 78 у реанімації та 28 на апараті штучної вентиляції легень.[20]
- Нова Зеландія повідомила про 2 нових випадки хвороби, загальна кількість випадків зросла до 1973 (1617 підтверджених і 356 ймовірних). Одужали 8 хворих, загальна кількість одужань зросла до 1881. Було 67 активних випадків хвороби (2 з місцевою передачею вірусу та 65 завезених). Кількість померлих залишилася на рівні 25.[21]
- Сінгапур повідомив про 7 нових випадків хвороби, загальна кількість випадків зросла до 58043.[22] Одужали 11 хворих, внаслідок чого загальна кількість одужань склала 57949. Кількість померлих залишилася на рівні 28.[23]
- Україна повідомила про рекордні 9850 нових випадків хвороби за день і 193 нових випадки смерті за день, внаслідок чого загальна кількість досягла 430467 і 7924 відповідно; загалом одужали 184782 хворих.[24]

### 6 листопада
- Канада повідомила про 3669 нових випадків хвороби, загальна кількість випадків зросла до 255807.[1]
- Малайзія повідомила про 1755 нових випадків хвороби, внаслідок чого загальна кількість випадків досягла 38189. ЗареєстрованоЄ 726 нових одужань, загальна кількість одужань зросла до 26380. Повідомлено про 2 нові смерті, внаслідок чого кількість померлих зросла до 279. Було 11530 активних випадків хвороби, з них 83 у реанімації та 32 на апараті штучної вентиляції легень.[25]
- Нова Зеландія повідомила про один новий випадок хвороби в керованій ізоляції, загальна кількість випадків зросла до 1974 (1618 підтверджених і 356 ймовірних). 24 хворі одужали, загальна кількість одужань досягла 1905. Було 44 активні випадки (2 з місцевою передачею вірусу та 42 завезені). Кількість померлих залишилася на рівні 25.[26] Пізніше того ж дня в Окленді повідомили про нову місцеву передачу вірусу (керований ізолятор).[27]
- У Сінгапурі повідомили про 4 нові випадки хвороби, усі з яких були завезеними, внаслідок чого загальна кількість випадків сягнула 58047.[28] 10 хворих одужали, загальна кількість одужань зросла до 57959. Кількість померлих залишилася на рівні 28.[29]
- Україна повідомила про 9721 новий випадок хвороби за добу та рекордно високий рівень у 201 смерть за день, загальна кількість зросла до 440188 і 8125 відповідно; загалом одужали 195544 хворі.[30]

### 7 листопада
- Канада повідомила про 4248 нових випадків хвороби, внаслідок чого загальна кількість випадків досягла 260055.[1]
- Малайзія повідомила про 1168 нових випадків хвороби, загальна кількість випадків зросла до 39357. 1029 хворих одужали, внаслідок чого загальна кількість одужань зросла до 27409. Повідомлено про 3 смерті, кількість померлих зросла до 282. Було 11666 активних випадків хвороби, з них 87 у відділенні інтенсивної терапії та 32 на апараті штучної вентиляції легень.[31]
- Нова Зеландія повідомила про 2 нових випадки хвороби, загальна кількість випадків зросла до 1976 (1620 підтверджених і 356 ймовірних). 3 хворих одужали, загальна кількість одужань зросла до 1908. Налічувалось 43 активних випадки (40 на кордоні та 2 в керованій ізоляції). Кількість померлих залишилася на рівні 25.[32]
- У Сінгапурі повідомили про 7 нових випадків хвороби, усі з яких є завезеними, внаслідок чого загальна кількість випадків сягнула 58054. 9 хворих одужали, внаслідок чого загальна кількість одужань склала 57968. Кількість померлих залишилася на рівні 28.[33]
- Україна повідомила про рекордні 10746 нових випадків за добу та 187 нових смертей за добу, загальна кількість зросла до 450934 та 8312 відповідно; загалом одужали 204229 хворих.[34]

### 8 листопада
- Канада повідомила про 4593 нові випадки хвороби, загальна кількість випадків зросла до 264648.[1]
- Союз регбі Фіджі повідомив, що тести трьох гравців збірної дали негативний результат.[35]
- У Малайзії повідомили про 852 нові випадки хвороби, загальна кількість випадків зросла до 40209. 825 хворих одужали, внаслідок чого загальна кількість одужань склала 28234. Повідомлено про 4 смерті, кількість померлих зросла до 286. Налічувалось 11689 активних випадків хвороби, з них 94 у реанімації та 32 на апараті штучної вентиляції легень.[36]
- Нова Зеландія повідомила про 6 нових випадків хвороби, загальна кількість випадків зросла до 1982. Один хворий одужав, загальна кількість одужань досягла 1909. Налічувалось 48 активних випадків хвороби (4 випадки місцевої передачі вірусу та 44 у керованій ізоляції). Кількість померлих залишилася на рівні 25.[37]
- У Сінгапурі повідомили про 2 нових випадки хвороби (обидва завезені), загальна кількість випадків зросла до 58056. 7 хворих одужали, загальна кількість одужань зросла до 57975. Кількість померлих залишилася на рівні 28.[38]
- Україна повідомила про 9397 нових випадків хвороби за добу та 138 нових смертей за добу, внаслідок чого загальна кількість досягла 460331 та 8450 відповідно; загалом одужали 206 866 хворих.[39]
- Університет Джонса Гопкінса повідомив про понад 50 мільйонів випадків хвороби та 1,25 мільйона смертей у всьому світі.[40]

### 9 листопада
- Американське Самоа повідомило про перші 3 підтверджені випадки на контейнеровозному судні Fesco Alkold.[41]
- Канада повідомила про 4086 нових випадків хвороби, загальна кількість випадків зросла до 268734.[1]
- Малайзія повідомила про 972 активні випадки хвороби, загальна кількість випадків зросла до 41181. 1345 хворих одужали, внаслідок чого загальна кількість одужань досягла 29579. Повідомлено про 8 смертей, кількість померлих зросла до 294. Налічувалось 11308 активних випадків хвороби, з них 86 перебували у відділенні інтенсивної терапії та 31 на апараті штучної вентиляції легень.[42]
- Нова Зеландія повідомила про 4 нові випадки хвороби (усі в керованій ізоляції), загальна кількість випадків зросла до 1986 (1630 підтверджених і 356 ймовірних). Один хворий одужав, загальна кількість одужань досягла 1910. Налічувався 51 активний випадок хвороби (47 у керованій ізоляції та 4 випадки місцевої передачі інфекції), кількість смертей залишилася на рівні 25.[43]
- Сінгапур повідомив про 8 нових випадків хвороби (усі завезені), загальна кількість випадків зросла до 58064. Одужали 6 хворих, внаслідок чого загальна кількість одужань зросла до 57981. Кількість померлих залишилася на рівні 28.[44]
- Україна повідомила про 8687 нових випадків хвороби за добу та 115 нових смертей за добу, загальна кількість зросла до 469018 і 8565 відповідно; загалом одужали 209143 хворих.[45]
- У Сполучених Штатах Америки кількість випадків COVID-19 перевищила 10 мільйонів.[46]

### 10 листопада
Щотижневий звіт Всесвітньої організації охорони здоров'я:
- Канада повідомила про 4301 новий випадок хвороби, загальна кількість випадків зросла до 273035.[1]
- Малайзія повідомила про 869 нових випадків хвороби, загальна кількість випадків хвороби зросла до 42050. 725 хворих одужали, загальна кількість одужань зросла до 30304. Померли 6 хворих, кількість померлих зросла до 300. Налічувалось 11446 активних випадків хвороби, з них 82 у відділенні інтенсивної терапії та 27 на апараті штучної вентиляції легень.[48]
- Нова Зеландія повідомила про один новий випадок хвороби в керованій ізоляції, загальна кількість випадків зросла до 1987 (1631 підтверджених і 356 ймовірних). Кількість одужань залишилася на рівні 1910, а кількість померлих — 25. Налічувалось 52 активних випадки хвороби (48 у керованій ізоляції та 4 випадки місцевої передачі вірусу).[49]
- Сінгапур повідомив про 9 нових випадків хвороби, загальна кількість випадків зросла до 58073.[50] Одужали 4 особи, внаслідок чого загальна кількість одужань досягла 57985. Кількість померлих залишилася на рівні 28.[51]
- Україна повідомила про 10179 нових випадків хвороби за добу та 191 нову смерть за добу, внаслідок чого загальна кількість досягла 479197 та 8756 відповідно; загалом одужали 214657 хворих.[52]

### 11 листопада
- Канада повідомила про 4561 новий випадок хвороби, загальна кількість випадків зросла до 277596.[1]
- Фіджі підтвердили один новий випадок хвороби, який прибув репатріаційним рейсом з Нової Зеландії.[53]
- В Італії кількість випадків COVID-19 перевищила 1 мільйон.[54]
- У Малайзії повідомили про 822 нові випадки хвороби, загальна кількість випадків зросла до 42872. 769 хворих одужали, внаслідок чого загальна кількість одужань досягла 31073. Повідомлено про 2 смерті, внаслідок чого кількість померлих зросла до 302. Зареєстровано 11497 активних випадків хвороби, з них 86 перебували у відділенні інтенсивної терапії та 30 на апараті штучної вентиляції легень.[55]
- Нова Зеландія повідомила про один новий випадок хвороби в керованій ізоляції, загальна кількість випадків зросла до 1988 (1632 підтверджених і 356 ймовірних). Один хворий одужав, загальна кількість одужань досягла 1911. Кількість померлих залишилася на рівні 25. Налічувалось 52 активних випадки хвороби (48 у керованій ізоляції та 4 випадки місцевої передачі вірусу).[56]
- У Сінгапурі повідомили про 18 нових випадків хвороби (усі завезені), загальна кількість випадків зросла до 58091. Одужали 5 хворих, загальна кількість одужань досягла 57990. Кількість померлих залишилася на рівні 28.[57]
- Україна повідомила про 10611 нових випадків хвороби за добу та 191 нову смерть за добу, загальна кількість зросла до 489808 та 8947 відповідно; загалом одужали 221459 хворих.[58]
- У Вануату підтвердився перший безсимптомний випадок хвороби в країні, який зареєстрований у чоловіка, який приїхав на острови із США через Сідней і Окленд.[59]
- Монголія підтвердила перший випадок місцевої передачі вірусу.[60]

### 12 листопада
- Канада повідомила про 4973 нові випадки хвороби, загальна кількість випадків зросла до 282569.[1]
- Малайзія повідомила про 919 нових випадків хвороби, загальна кількість випадків зросла до 43791. 996 хворих одужали, внаслідок чого загальна кількість одужань досягла 32069. Було повідомлено про одну смерть, внаслідок чого кількість померлих зросла до 303. Зареєстровано 11419 активних випадків хвороби, з них 92 на апаратах штучної вентиляції легень і 35 в реанімації.[61]
- Нова Зеландія повідомила про 3 нові випадки хвороби (2 випадки місцевої передачі та один у керованій ізоляції), загальна кількість випадків зросла до 1991 (1635 підтверджених та 356 ймовірних). Двоє хворих одужали, загальна кількість одужань досягла 1913. Кількість померлих залишилася на рівні 25. Налічувалось 53 активних випадки (47 в керованій ізоляції та 6 на кордоні).[62]
- У Сінгапурі повідомили про 11 нових випадків хвороби (усі імпортні), загальна кількість випадків зросла до 58102. 12 хворих одужали, внаслідок чого загальна кількість одужань зросла до 58002. Кількість померлих залишилася на рівні 28.[63]
- Україна повідомила про рекордні 11057 нових випадків за добу та 198 нових смертей за добу, загальна кількість зросла до 500865 та 9145 відповідно; загалом одужали 227694 хворі.[64]
- Велика Британія повідомила про 33470 нових випадків COVID-19, що стало новим добовим максимумом.[65]

### 13 листопада
- Канада повідомила про 4746 нових випадків хвороби, внаслідок чого загальна кількість випадків досягла 287315.[1]
- У Малайзії повідомили про 1304 нові випадки хвороби, загальна кількість випадків зросла до 45095. 900 хворих одужали, внаслідок чого загальна кількість одужань досягла 32969. Було повідомлено про одну смерть, внаслідок чого кількість померлих зросла до 304. Налічувалось 11822 активних випадки хвороби, з них 96 у реанімації та 39 на апараті штучної вентиляції легень.[66]
- Нова Зеландія повідомила про 4 нових випадки хвороби, загальна кількість випадків зросла до 1995 (1639 підтверджених і 356 ймовірних). Одужали 4 хворих, загальна кількість одужань досягла 1917. Кількість померлих залишилася на рівні 25. Налічувалось 53 активні випадки хвороби (48 у керованій ізоляції та 5 випадків місцевої передачі вірусу).[67]
- У Сінгапурі повідомили про 12 нових випадків хвороби (усі завезені), що довело загальну кількість до 58 114. Шість людей одужали, в результаті чого загальна кількість одужали досягла 58 008. Кількість загиблих залишається 28.[68]
- Україна повідомила про рекордні 11787 нових випадків хвороби за добу та 172 нові смерті за добу, загальна кількість зросла до 512652 та 9317 відповідно; загалом одужали 233849 хворих.[69]

### 14 листопада
- Канада повідомила про 5274 нові випадки хвороби, загальна кількість випадків зросла до 292589.[1]
- Регбійний союз Фіджі підтвердив 4 випадки хвороби в команді «Флаїнг Фіджіенс» у Франції.[70]
- У Малайзії повідомили про 1114 нових випадків хвороби, загальна кількість випадків зросла до 46209. 803 хворі одужали, загальна кількість одужань зросла до 33772. Повідомлено про 2 нові смерті, внаслідок чого кількість померлих зросла до 306. Зареєстровано 12131 активний випадок хвороби, 103 знаходилися в реанімації та 43 на апараті штучної вентиляції легень.[71]
- У Мексиці кількість випадків хвороби перевищила 1 мільйон.[72]
- Нова Зеландія повідомила про 3 нові випадки хвороби в керованій ізоляції, загальна кількість випадків зросла до 1998 (1642 підтверджених і 356 ймовірних). Один хворий одужав, загальна кількість одужань досягла 1918. Кількість померлих залишилася на рівні 25. Налічувалось 55 активних випадків хвороби (51 у керованій ізоляції та 4 випадки місцевої передачі вірусу).[73]
- У Сінгапурі повідомили про 2 нових випадки хвороби (обидва завезені), загальна кількість випадків зросла до 58116. 11 хворих одужали, внаслідок чого загальна кількість одужали склала 58019. Кількість померлих залишилася на рівні 28.[74]
- Україна повідомила про рекордні 12524 нові випадки за добу та 191 нову смерть за добу, загальна кількість зросла до 525176 та 9508 відповідно; загалом одужали 238811 хвороби.[75]

### 15 листопада
- Канада повідомила про 4801 новий випадок хвороби, загальна кількість випадків зросла до 297390.[1]
- Малайзія повідомила про 469 випадків хвороби, загальна кількість випадків зросла до 47417. 1013 хворих одужали, внаслідок чого загальна кількість одужань досягла 34785. Було зареєстровано 3 смерті, кількість померлих зросла до 309. Налічувалось 12323 активні випадки хвороби, з них 104 у реанімації та 42 на апараті штучної вентиляції легень.[76]
- Нова Зеландія повідомила про 3 нові випадки хвороби, загальна кількість випадків зросла до 2001 (1645 підтверджених і 356 ймовірних). Кількість одужань залишилася на рівні 1918, а кількість померлих — 25. Налічувалось 58 активних випадків (53 у керованій ізоляції та 5 випадків місцевого інфікування).[77]
- Сінгапур повідомив про 3 нові випадки хвороби (всі завезені), загальна кількість випадків зросла до 58119. Одужали 10 хворих, загальна кількість одужань досягла 58029. Кількість померлих залишилася на рівні 28.[78]
- Україна повідомила про 10681 новий випадок хвороби за добу та 95 нових смертей за добу, загальна кількість випадків зросла до 535857 та 9603 відповідно; загалом одужали 241444 хворі.[79]
- У Сполучених Штатах Америки кількість випадків перевищила 11 мільйонів.[80]

### 16 листопада
- Канада повідомила про 4527 нових випадків хвороби, перевищивши поріг у 300 тисяч випадків, загальна кількість випадків зросла до 301917.[81][1]
- У Малайзії повідомили про 1103 нові випадки хвороби, загальна кількість випадків зросла до 48520. 821 хворий одужав, загальна кількість одужань зросла до 35606. Померли 4 хворих, кількість смертей зросла до 313. Налічувався 12601 активний випадок хвороби, із них 102 у відділенні інтенсивної терапії та 39 на апараті штучної вентиляції легень.[82]
- Нова Зеландія повідомила про новий випадок хвороби в керованій ізоляції, тоді як попередній позитивний випадок було перекласифіковано як досліджуваний, загальна кількість випадків зросла до 2001 (1646 підтверджених і 356 імовірних). Кількість одужань залишилася на рівні 1918, а кількість померлих — 25. Налічувалось 58 активних випадків хвороби (53 у керованій ізоляції та 5 з місцевою передачею вірусу).[83]
- Сінгапур повідомив про 5 нових випадків хвороби (усі завезені), загальна кількість випадків зросла до 58124. Одужали 4 хворі, внаслідок чого загальна кількість одужань досягла 58033. Кількість померлих залишилася на рівні 28.[84]
- Україна повідомила про 9832 нові випадки хвороби за добу та 94 нові смерті за добу, загальна кількість зросла до 545689 і 9697 відповідно; загалом одужали 244197 хворих.[85]

### 17 листопада
Щотижневий звіт Всесвітньої організації охорони здоров'я:
- Канада повідомила про 4115 нових випадків хвороби, загальна кількість випадків зросла до 306032.[1]
- У Франції кількість випадків COVID-19 перевищила 2 мільйони.[87][88]
- Малайзія повідомила про 1210 нових випадків хвороби, загальна кількість випадків зросла до 49730. 1018 хворих одужали, внаслідок чого загальна кількість одужань зросла до 36624. Повідомлено про 5 смертей, кількість померлих зросла до 318. Налічувалось 12788 активних випадків хвороби, із них 105 у відділенні інтенсивної терапії та 40 на апараті штучної вентиляції легень.[89]
- Нова Зеландія повідомила про 4 нові випадки хвороби в керованій ізоляції, загальна кількість випадків зросла до 2005 (1649 підтверджених і 356 ймовірних). Один хворий одужав, загальна кількість одужань досягла 1919. Кількість померлих залишилася на рівні 25. Налічувалося 67 активних випадків хвороби (57 у керованій ізоляції та 4 випадки місцевої передачі вірусу).[90]
- Сінгапур повідомив про 6 нових випадків хвороби (усі завезені), загальна кількість випадків зросла до 58130. Одужали 6 хворих, внаслідок чого загальна кількість одужань досягла 58039. Кількість померлих залишиться на рівні 28.[91]
- Україна повідомила про 11968 нових випадків хвороби за добу та 159 нових смертей за добу, загальна кількість зросла до 557657 та 9856 відповідно; загалом одужали 250983 хворих.[92]

### 18 листопада
- Канада повідомила про 4507 нових випадків хвороби, загальна кількість випадків зросла до 310539.[1]
- У Франції у 29 членів збірної Фіджі з регбі підтвердився позитивний результат тестування на COVID-19.[93]
- Малайзія повідомила про 660 активних випадків хвороби, загальнаа кількість випадків зросла до 50390. 630 хворих одужали, загальна кількість одужань зросла до 37254. 4 хворих померли, кількість смертей зросла до 322. Налічувалось 12814 активних випадків хвороби, із них 103 у реанімації та 41 на апараті штучної вентиляції легень.[94]
- Нова Зеландія повідомила про 3 випадки хвороби в керованій ізоляції, загальна кількість випадків зросла до 2008 (1652 підтверджених і 356 ймовірних). Кількість одужань залишилася на рівні 1919, а кількість померлих — 25. Налічувались 64 активні випадки хвороби (60 у керованій ізоляції та 4 місцеві передачі вірусу).[95]
- Сінгапур повідомив про 5 нових випадків хвороби (усі завезені), загальна кількість випадків зросла до 58135. Одужали 7 хворих, загальна кількість одужань зросла до 58046. Кількість померлих залишилася на рівні 28.[96]
- Україна повідомила про 12496 нових випадків хвороби за добу та зареєстровано 256 нових смертей за добу, загальна кількість зросла до 570153 та 10112 відповідно; загалом одужали 259079 хворих.[97]
- Сполучені Штати Америки повідомили про загалом 250180 смертей від COVID-19.[98]

### 19 листопада
- Канада повідомила про 4869 нових випадків хвороби, загальна кількість випадків зросла до 315408.[1]
- В Індії кількість випадків COVID-19 перевищила 9 мільйонів.[99]
- У Росії кількість випадків COVID-19 перевищила 2 мільйони.[100]
- Малайзія повідомила про 1290 нових випадків хвороби, загальна кількість випадків зросла до 51680. 878 хворих одужали, загальна кількість одужань зросла до 38132. Повідомлено про 4 смерті, внаслідок чого кількість померлих зросла до 326. Налічувалось 13222 активні випадки хвороби, 110 перебувли у відділенні інтенсивної терапії та 37 на апараті штучної вентиляції легень.[101]
- Нова Зеландія повідомила про 2 нових випадки хвороби в керованій ізоляції, загальна кількість випадків зросла до 2010 (1654 підтверджених і 356 ймовірних випадків). 29 хворих одужали, загальна кількість одужань зросла до 1948. Кількість померлих залишилася на рівні 25. Налічувалось 37 активних випадків хвороби (4 випадки місцевої передачі вірусу та 33 у керованій ізоляції).[102]
- Самоа повідомило про перший випадок хвороби в країні в керованій ізоляції.[103]
- Сінгапур повідомив про 4 нові випадки хвороби (всі завезені), загальна кількість випадків зросла до 58139.[104] Крім того, на той день досліджувався завезений випадок, у якого не виявлено жодних симптомів. 6 хворих одужали, а загальна кількість одужань досягла 58052. Кількість померлих залишилася на рівні 28.[105]
- Україна повідомила про рекордні 13357 нових випадків за добу та рекордні 257 нових смертей за добу, внаслідок чого загальна кількість досягла 583510 і 10369 відповідно; загалом одужали 266479 хворих.[106]

### 21 листопада
- Бразилія перевищила поріг у 6 мільйонів випадків COVID-19.[107]
- Канада повідомила про 5084 нові випадки хвороби, загальна кількість випадків зросла до 320492.[1]
- Малайзія повідомила про 1041 новий випадок хвороби, загальна кількість випадків зросла до 53679. Зареєстровано 1405 нових одужань, загальну кількість одужань зросла до 40493. Повідомлено про 3 нові смерті, кількість померлих зросла до 332. Налічувалось 12854 активних випадків хвороби, з них 108 у відділенні інтенсивної терапії та 45 на апараті штучної вентиляції легень.[108]
- У Новій Зеландії повідомили про 6 нових випадків хвороби (один випадки місцевої передачі вірусу та 5 у керованій ізоляції), загальна кількість випдків зросла до 2019 (1663 підтверджених та 356 ймовірних). Одужали 4 хворих, загальна кількість одужань досягла 1952. Кількість померлих залишилася на рівні 25. налічувалось 42 активних випадки (35 на кордоні, 4 з місцевою передачею вірусу та 3 досліджувалися).[109]
- Сінгапур повідомив про 5 нових випадків хвороби (усі завезені), загальна кількість випадків зросла до 58148.[110] Одужали 6 хворих, внаслідок чого загальна кількість одужань склала 58064. Кількість померлих залишилася на рівні 28.[111]
- Україна повідомила про рекордні 14580 нових випадків хвороби за добу та 215 нових смертей за добу, загальна кількість зросла до 612665 та 10813 відповідно; загалом одужали 282313 хворих.[112]
- У Сполучених Штатах Америки кількість випадків перевищила 12 мільйонів.[113]

### 22 листопада
- Канада повідомила про 5583 нові випадки хвороби, загальна кількість випадків зросла до 331910.[1]
- У Малайзії повідомили про 1096 нових випадків, загальна кількість випадків зросла до 54775. Зареєстровано 1104 нові одужання, загальна кількість одужань зросла до 41597. Повідомлено про 3 нові смерті, внаслідок чого кількість померлих зросла до 335. Налічувалось 12843 активні випадки хвороби, з них 106 у реанімації та 46 на апараті штучної вентиляції легень.[114]
- Нова Зеландія повідомила про 9 нових випадків хвороби (усі в контрольованій ізоляції), загальна кількість випадків зросла до 2028 (1672 підтверджених і 356 ймовірних). Один хворий одужав, загальна кількість одужань досягла 1953. Кількість померлих залишилася на рівні 245. Загалом налічувалось 50 активних випадків хвороби (35 на кордоні, 4 з місцевою передачею вірусу та 11 досліджувалися).[115]
- У Сінгапурі повідомили про 12 нових випадків хвороби (усі завезені), загальна кількість випадків зросла до 58160.[116] 3 хворих одужали, загальна кількість одужань зросла до 58067. Кількість померлих залишилася на рівні 28.[117]
- Україна повідомила про 12079 нових випадків хвороби за добу та 138 нових смертей за добу, загальна кількість зросла до 624744 та 10951 відповідно; загалом одужали 286917 хворих.[118]

### 23 листопада
- Канада повідомила про 5886 нових випадків хвороби, загальна кількість випадків зросла до 337796.[1]
- У Малайзії повідомили про 1884 нові випадки хвороби, загальна кількість випадків зросла до 56659. 883 хворі одужали, внаслідок чого загальна кількість одужань досягла 42480. Повідомлено про 2 смерті, внаслідок чого кількість померлих сягнула 337. Налічувалось 13842 активні випадки хвороби, з них 115 у відділенні інтенсивної терапії та 48 на апаратах штучної вентиляції легень.[119]
- Нова Зеландія повідомила про 2 нових випадки хвороби в керованій ізоляції, загальна кількість випадків зросла до 2030 (1674 підтверджених і 356 ймовірних). Кількість одужань залишилася на рівні 1953, а кількість померлих — 25. Загалом налічувалось 52 активних випадки (45 у керованій ізоляції та 7 з місцевою передачею інфекції).[120]
- Сінгапур повідомив про 5 нових випадків хвороби (усі завезені), загальна кількість випадків зросла до 58165. 4 хворих одужали, загальна кількість одужань зросла до 58071. Кількість померлих залишилася на рівні 28.[121]
- Україна повідомила про 10945 нових випадків хвороби за добу та 124 нові смерті за добу, загальна кількість зросла до 635689 і 11075 відповідно; загалом одужали 291060 хворих.[122]

### 24 листопада
Щотижневий звіт Всесвітньої організації охорони здоров'я.
- Канада повідомила про 4648 нових випадків хвороби, внаслідок чого загальна кількість випадків досягла 342444.[1]
- У Малайзії повідомили про 2188 нових випадків хвороби, загальна кількість випадків зросла до 58847. 1673 хворі одужали, загальна кількість одужань зросла до 44153. 4 хворих померли, кількість померлих зрослла до 341. Налічувалось 14353 активні випадки хвороби, з них 112 у реанімації та 49 на апараті штучної вентиляції легень.[124]
- Нова Зеландія офіційно повідомила про один новий випадок хвороби в керованій ізоляції, загальна кількість випадків зросла до 2031 (1675 підтверджених і 356 ймовірних). Кількість одужань залишилася на рівні 1953, а кількість смертей залишилася на рівні 25. Налічувались 53 активні випадки хвороби (49 у керованій ізоляції та 4 випадки місцевої передачі інфекції) після того, як раніше підтверджений випадок був класифікований як історичний.[125] Пізніше того ж дня в керованій ізоляції було підтверджено другий випадок хвороби.[126]
- У Сінгапурі повідомили про 18 нових випадків хвороби (усі завезені), загальна кількість випадків зросла до 58183.[127] 8 хворих одужали, загальна кількість одужань зросла до 58079. Кількість померлих залишилася 28.[128]
- Україна повідомила про 12287 нових випадків хвороби за добу та 188 нових смертей за добу, загальна кількість зросла до 647976 та 11263 відповідно; загалом одужали 299358 хворих.[129]

### 25 листопада
- Канада повідомила про 5020 нових випадків хвороби, загальна кількість випадків зросла до 347464.[1]
- Фіджі підтвердили 3 нові випадки хвороби, які прибули репатріаційним рейсом з Нової Зеландії.[130][131]
- Малайзія повідомила про 970 активних випадків хвороби, загальна кількість випадків зросла до 59817. 2348 хворих одужали, загальна кількість одужань досягла 46501. Повідомлено про 4 смерті, внаслідок чого кількість померлих зросла до 345. Налічувався 12971 активний випадок хвороби, 110 перебували у відділенні інтенсивної терапії та 47 на апараті штучної вентиляції легень.[132]
- Нова Зеландія повідомила про 8 нових випадків хвороби, загальна кількість випадків зросла до 2039 (1683 підтверджених і 356 ймовірних). Повідомлено про 2 нові одужань, загальна кількість одужань зросла до 1955. Кількість померлих залишилася на рівні 25. Налічувалось 59 активних випадків хвороби (53 в реанімації та 6 на штучній вентиляції легень).[133]
- Сінгапур повідомив про 7 нових випадків хвороби (усі завезені), загальна кількість випадків зросла до 58190.[134] 12 хворих одужали, внаслідок чого загальна кількість одужань склала 58091. Кількість померлих залишилася на рівні 28.[135]
- Україна повідомила про 13882 нові випадки за добу та 229 нових смертей за добу, загальна кількість зросла до 661858 та 11492 відповідно; загалом одужали 307778 хворих.[136]
- Велика Британія повідомила про 696 смертей від COVID-19, що стало найвищим показником смертності від коронавірусу за добу в країні з 5 травня 2020 року.[137][138]

### 26 листопада
- Канада повідомила про 5636 нових випадків хвороби, загальна кількість випадків зросла до 353100.[1]
- У Німеччині кількість випадків COVID-19 перевищила 1 мільйон.[139]
- Малайзія повідомила про 935 нових випадків хвороби, загальна кількість випадків зросла до 11348. Було повідомлено про 2555 одужань, загальна кількість одужань зросла до 49056. Повідомлено про 3 смерті, кількість померлих зросла до 348. Налічувалось 60752 активні випадки хвороби, у тому числі 110 у відділенні інтенсивної терапії та 45 на апараті штучної вентиляції легень.[140]
- Нова Зеландія повідомила про один новий випадок хвороби, загальна кількість випадків зросла до 2040 (1684 підтверджених і 356 ймовірних). Кількість одужань залишилася на рівні 1955, а кількість смертей залишилася на рівні 25. Налічувались 60 активних випадків хвороби (55 в керованій ізоляції, 4 випадки місцевої передачі вірусу та один досліджувався).[141] Того самого дня було повідомлено, що 6 членів національної збірної Пакистану з крикету отримали позитивний результат тесту на COVID-19 під час контрольованої ізоляції в Крайстчерчі.[142]
- У Сінгапурі повідомили про 5 нових випадків хвороби (один з місцевою передачею вірусу та 4 завезені), внаслідок чого загальна кількість випадків досягла 58195.[143] 13 хворих одужали, внаслідок чого загальна кількість одужань склала 58104. Кількість померлих залишилася на рівні 28.[144]
- Україна повідомила про рекорд у 15331 новий випадок за добу та 225 нових смертей за добу, загальна кількість зросла до 677189 та 11717 відповідно; загалом одужали 317395 хворих.[145]
- За даними Університету Джонса Гопкінса, кількість інфікованих коронавірусом у світі перевищила 60 мільйонів.[146]

### 27 листопада
- Канада повідомила про 5966 нових випадків хвороби, загальна кількість випадків зросла до 359066.[1]
- Малайзія повідомила про 1109 випадків хвороби, загальна кількість випадків зросла до 61861. 1148 хворих одужали, загальна кількість одужань досягла 50204. Зареєстровано 2 нові смерті, кількість померлих зросла до 350. Налічувалось 11307 активних випадків хвороби, із них 113 у відділенні інтенсивної терапії та 41 на апараті штучної вентиляції легень.[147]
- Нова Зеландія повідомила про 7 нових випадків хвороби, загальна кількість випадків зросла до 2047 (1691 підтверджених і 356 ймовірних). Один хворий одужав, загальна кількість одужань зросла до 1956. Повідомлено про 25 смертей. Налічувалось 66 активних випадків хвороби (61 у керованій ізоляції та 5 випадків місцевої передачі вірусу).[148]
- Самоа повідомило про другий випадок хвороби в керованій ізоляції.[149]
- Сінгапур повідомив про 4 нові випадки хвороби (всі завезені), загальна кількість випадків зросла до 58199. 7 хворих одужали, загальна кількість одужань досягла 58111. Кількість померлих залишилася на рівні 28.[150]
- Україна повідомила про рекордні 16218 нових випадків хвороби за добу та 192 нові смерті за добу, загальна кількість зросла до 693407 і 11909 відповідно; загалом одужали 326238 хворих.[151]
- У Сполучених Штатах Америки кількість випадків COVID-19 перевищила 13 мільйонів.[152]

### 28 листопада
- Канада повідомила про 6493 нові випадки хвороби, загальна кількість випадків зросла до 365559.[1]
- Малайзія повідомила про 1315 нових випадків хвороби, внаслідок чого загальна кількість випадків досягла 63176. 1110 хворих одужали, внаслідок чого загальна кількість одужань досягла 51314. Померли 4 хворих, кількість померлих зросла до 354. Налічувалось 11508 активних випадків хвороби, з них 118 у реанімації та 43 на апараті штучної вентиляції легень.[153]
- Нова Зеландія повідомила про 3 нові випадки хвороби, загальна кількість випадків зросла до 2050 (1694 підтверджених і 356 ймовірних). Кількість одужань залишилася 1956, а кількість померлих — 25. Налічувалось 69 активних випадків хвороби (66 на кордоні та 3 випадки місцевої передачі вірусу).[154]
- У Сінгапурі повідомили про 6 нових випадків хвороби (один з місцевою передачею вірусу та 5 завезених), внаслідок чого загальна кількість випадків сягнула 58205. 8 хворих одужали, загальна кількість одужань зросла до 58119.[155] Пізніше було підтверджено ще одну смерть, внаслідок чого кількість померлих зросла до 29.[156]
- Україна повідомила про рекордні 16294 нові випадки хвороби за добу та 184 нові смерті за добу, загальна кількість випадків зросла до 709701 та 12093 відповідно; загалом одужали 335135 хворих.[157]

### 29 листопада
- Канада повідомила про 6477 нових випадків хвороби, загальна кількість випадків зросла до 372036.[1]
- Малайзія повідомила про 1309 нових випадків захворювання, в результаті чого загальна кількість випадків досягла 64485. Зареєстровано 1333 нові одужання, загальна кількість одужань зросла до 52647. Зареєстровано 3 нові смерті, кількість померлих зросла до 347. Налічувався 11481 активний випадок хвороби, із них 116 у відділенні інтенсивної терапії та 42 на апараті штучної вентиляції легень.[158]
- Нова Зеландія повідомила про один новий випадок хвороби в керованій ізоляції, а член пакистанської команди з крикету додався до числа активних випадків, загальна кількість підтверджених випадків зросла до 1696. 2 хворих одужали. Налічувалось 69 активних випадків хвороби.[159]
- Сінгапур повідомив про 8 нових випадків хвороби (один з місцевою передачею вірусу та 7 завезених), загальна кількість випадків зросла до 58213.[160] 5 хворих одужали, внаслідок чого загальна кількість одужань досягла 58124. Кількість померлих залишилася на рівні 29.[161]
- Україна повідомила про 12978 нових випадків хвороби за добу та 120 нових смертей за добу, загальна кількість випадків зросла до 722679 та 12213 відповідно; загалом одужали 339378 хворих.[162]
- Віце-губернатор Джакарти в Індонезії Ахмад Різа Патрія отримав позитивний тест на COVID-19.

### 30 листопада
- Канада повідомила про 6102 нові випадки хвороби, загальна кількість випадків зросла до 378138.[1]
- На Фіджі підтверджено 4 завезені випадки хвороби після поїздок за кордон до Кенії, Малі та Франції.[163]
- Малайзія повідомила про 1212 нових випадків хвороби, внаслідок чого загальна кількість випадків досягла 65697. Одужали 2112 хворих, загальна кількість одужань досягла 54759. Повідомлено про 3 нових смерті, внаслідок чого кількість померлих сягнула 360. Налічувалось 10578 активних випадків хвороби, із них 113 у відділенні інтенсивної терапії та 42 на апараті штучної вентиляції легень.[164]
- Нова Зеландія повідомила про 4 нових випадки хвороби, загальна кількість випадків зросла до 2056 (1700 підтверджених і 356 імовірних). Один хворий одужав, загальна кількість одужань зросла до 1959. Кількість померлих залишилася на рівні 25. Налічувались 72 активні випадки хвороби (67 у керованій ізоляції та 5 з місцевою передачею інфекції).[165]
- У Сінгапурі повідомили про 5 нових випадків хвороби (один з місцевою передачею інфекції і 4 завезені), внаслідок чого загальна кількість випадків досягла 58218.[166] 10 хворих одужали, загальна кількість одужань зросла до 58134. Кількість померлих залишилася на рівні 29.[167]
- Україна повідомила про 9946 нових випадків хвороби за добу та 114 нових смертей за добу, загальна кількість зросла до 732625 та 12327 відповідно; загалом одужали 345149 хворих.[168]

## Резюме
Країни та території, які підтвердили перші випадки захворювання протягом листопада 2020 року:
| Дата              | Країна або територія |
| ----------------- | -------------------- |
| 9 листопада 2020  | Американське Самоа   |
| 11 листопада 2020 | Вануату              |
| 19 листопада 2020 | Самоа                |

Станом на кінець вересня лише такі країни та території не повідомляли про випадки зараження SARS-CoV-2:
Африка
- Острови Святої Єлени, Вознесіння і Тристан-да-Кунья

Азія
- Кокосові острови
- Острів Різдва
- Північна Корея
- Туркменістан

Європа
- Шпіцберген ( Норвегія)

Океанія
- Острови Кука
- Кірибаті
- Науру
- Ніуе
- Острів Норфолк
- Палау
- Піткерн
- Токелау
- Тонга
- Тувалу